# Habenaria euryloba
Habenaria euryloba är en orkidéart som beskrevs av David Lloyd Jones. Habenaria euryloba ingår i släktet Habenaria och familjen orkidéer.
Artens utbredningsområde är Queensland. Inga underarter finns listade i Catalogue of Life.